# Laser Vivente
Laser Vivente (Living Laser) il cui vero nome è Arthur Parks, è un personaggio dei fumetti creato da Stan Lee (testi) e Don Heck (disegni), pubblicato dalla Marvel Comics. La sua prima apparizione avviene in Avengers (vol. 1) n. 34 (novembre 1966), e nel tempo è diventato un acerrimo nemico di Iron Man, giocando un ruolo-chiave nella conclusione della miniserie "Iron Man: The Inevitable".

## Biografia del personaggio
Arthur Parks è uno scienziato che ha inventato minuscoli laser da montare ai polsi e ha cominciato ad usare a scopi criminali. Nei panni del "Laser Vivente" Parks è un mercenario e un criminale. Quando incontra i Vendicatori, ha un'infatuazione per Wasp e la rapisce, causando la reazione di tutto il supergruppo che lo sconfigge e lo mette in prigione.
Successivamente il Laser riappare agli ordini del Mandarino e combatte in Africa contro Thor e Occhio di Falco, contro Capitan America insieme alla "Brigata di Batroc" (formata dal Laser, dallo Spadaccino e da Batroc il Saltatore) , e poi di nuovo contro i Vendicatori insieme alla Legione Mortale del Sinistro Mietitore.
Ad un certo punto il Laser entra in possesso della Corona Serpente, un oggetto magico grazie al quale prende il controllo del mutante Nuklo e di un intero battaglione dell'esercito degli Stati Uniti, finché viene sconfitto dai Vendicatori.
Successivamente entra a far parte della seconda Legione Mortale insieme a Power Man e alla Trottola Umana agli ordini del Conte Nefaria. Nefaria riesce ad amplificare i poteri dei tre per scagliarli contro i Vendicatori ma in un secondo tempo ne assorbe i poteri per combattere il gruppo lui stesso, finché non viene sconfitto dagli sforzi combinati del gruppo . Scoprendo che la temporanea amplificazione dei suoi poteri ha provocato nel suo corpo un accumulo di energia che sta raggiungendo un livello pericoloso, il Laser cerca l'aiuto di scienziati della Germania Est, i quali risucchiano la sua energia utilizzandola per alimentare la loro rete di armi satellite. L'entrata in scena di Iron Man però mette i bastoni tra le ruote degli scienziati tedeschi, e quando il livello di energia del Laser raggiunge il punto critico ad Iron Man non resta che scagliarlo nell'atmosfera dove il Laser esplode e apparentemente muore.
Il Laser redivivo riappare per combattere di nuovo contro Iron Man e contro Quasar nel Crossover Acts of Vengeance. Il Laser riappare con un nuovo corpo costituito da fotoni, a caccia di vendetta contro Iron Man, che però lo sconfigge relegandolo in un universo parallelo. Riuscirà a evaderne, entrando nelle Stark Industries, ma James Rhodes (un impiegato e amico di Stark) lo intrappolerà in una camera di comunicazione ad ampio raggio, e a disperderlo nella Galassia di Andromeda .
Successivamente il Laser ritorna per unirsi al cattivo MODOK della  Avanzate Idee Meccaniche (AIM) e in seguito con l'esercito criminale di Hood.
Combatte a fianco dei buoni contro gli Skrull nel crossover Secret Invasion e torna a confrontarsi con i Vendicatori  e con Iron Man agli ordini del Mandarino e di Zeke Stane .

## Poteri e abilità
Arthur Parks è un ricercatore scientifico di talento, con un Ph.D in fisica ed esperto nelle tecnologie del laser. Nei panni del Laser vivente Parks ha cominciato la sua carriera di criminale usando dei congegni ai polsi che gli permettevano di sparare raggi laser; in seguito si è impiantato dei diodi miniaturizzati sotto cute che gli consentono anche di assorbire energia, di diventare invisibile sfruttando la rifrazione della luce e di poter creare delle illusioni.
A causa di un sovraccarico dei diodi laser, il corpo fisico di Parks si trasforma in fotoni; tuttavia Parks diventa in grado di aumentare la densità dei fotoni fino a rendere solido il suo corpo, può creare immagini olografiche tridimensionali, riesce a volare alla velocità della luce e inoltre entra in possesso di limitate capacità telepatiche.

## Altre versioni

### What If?
Il Laser compare in una storia della serie What If?, ambientata in un universo parallelo, in cui il personaggio riappare e inizia a lavorare alle Stark Industries. La storia presenta tre finali differenti .

### Heroes Reborn
Nell'universo del crossover Heroes Reborn, creato da Franklin Richards, Arthur Parks è un uomo d’affari di successo della Parks Fiberoptics, che però a un certo punto deve cedere la sua azienda a Tony Stark. Parks, sul lastrico e disperato, e abbandonato dalla moglie Amy, usa la sua tecnologia per attaccare Stark nella sua dimora, fino a quando Stark è costretto a distruggere la sua armatura di contenimento e provocando la distruzione del corpo del Laser.

## Altri media

### Televisione
Il Laser Vivente compare in:
- Iron Man
- Iron Man: Armored Adventures
- Avengers - I più potenti eroi della Terra
- Ultimate Spider-Man

### Videogiochi
Il Laser Vivente compare in:
- Captain America and the Avengers
- Marvel: Avengers Alliance
- Marvel Heroes
- Iron Man 3: The Official Game
- Sony Marvel's Iron Man VR